# Yvonne Fair
Yvonne Fair, gebürtig Flora Yvonne Coleman (* 21. Oktober 1942 in Richmond, Virginia; † 6. März 1994 in Las Vegas, Nevada) war eine US-amerikanische Soul- und Funk-Sängerin. In den 1960er Jahren war sie zunächst Mitglied der Girlgroup The Chantels und später in der Revue von James Brown. In den 1970er Jahren war sie bei Motown unter Vertrag.

## Biografie
Yvonne Coleman wurde im US-Bundesstaat Virginia geboren, wuchs aber in der Bronx auf. Sie heiratete noch in der High School Leroy Fair und nahm seinen Namen an. Sie hatten einen gemeinsamen Sohn, Leroy junior.
In den frühen 1960er Jahren war sie kurzzeitig Mitglied der Chantels, bevor sie ab 1962 mit James Brown zusammenarbeitete. Sie ging mit Browns Revue auf landesweite Tournee und veröffentlichte mit ihm eine Reihe von Singles, darunter I Found You, was Brown später in überarbeiteter Form als I Got You (I Feel Good) wiederveröffentlichte. Mit dem verheirateten Brown hatte Fair eine uneheliche Tochter, Venisha Brown (1965–2018).
Es folgten vereinzelte Singles bei Dade Records und Smash Records. Über ihre Bekanntschaft mit Chuck Jackson kam sie zu Beginn der 1970er Jahre zu Motown, wo sie zunächst eine Single bei dem Tochterlabel Soul Records (Stay a Little Longer, produziert von Harvey Fuqua) und später mehrere Singles und das Album The Bitch Is Black (1975) auf dem Hauptlabel veröffentlichte. Die meisten ihrer Motown-Songs wurden von Norman Whitfield produziert, darunter Funky Music Sho' 'Nuff Turns Me On, eine Coverversion von Edwin Starr. Mit dieser Single erreichte sie im Sommer 1974 Platz 32 der US-R&B-Charts. Marvin Gaye singt im Background.
Während ihrer Zeit bei Motown war Yvonne Fair Opening Act von Marvin Gaye, Stevie Wonder, The Jackson Five und den Temptations. In dem Film Lady Sings the Blues (1972) hatte sie einen kleinen Auftritt als Sängerin. Ebenfalls 1972 heiratete sie Sammy Strain, ein Mitglied von Little Anthony & the Imperials und The O’Jays.
Ihre Coverversion von Kim Westons It Should Have Been Me erreichte 1976 in den USA nur die unteren Ränge der Billboard Hot 100, kletterte im Vereinigten Königreich jedoch bis auf Platz 5 der Single-Charts. Fairs Version war in der am 25. Dezember 2006 ausgestrahlten Folge The Handsome Stranger der britischen Sitcom The Vicar of Dibley zu hören.
In den 1980er Jahren zog sich Fair größtenteils aus der Musikindustrie zurück und trat nur noch gelegentlich in Bars und Clubs in Los Angeles auf. 1991 war sie neben Jools Holland und David Gilmour in dem amerikanischen Fernsehfilm Mr. Roadrunner zu sehen.
Yvonne Fair starb am 6. März 1994 im Alter von 51 Jahren in Las Vegas an den Folgen von Bauchspeicheldrüsenkrebs.
In der James-Brown-Filmbiografie Get on Up (2014, Regie: Tate Taylor) wird Fair von der Schauspielerin Tika Sumpter dargestellt. Ihre 1967 aufgenommene Version von All I Could Do Was Cry, im Original von Etta James, wurde 2019 auf der Compilation Motown Unreleased 1969 veröffentlicht.

## Diskografie

### Studioalben
- 1975: The Bitch Is Black (Motown M6-832S1)

### Singles mit der James Brown Band
- 1962: "It Hurts To Be In Love" / "You Can Make It If You Try " (King Records 45-5687)
- 1962: "I Found You" / "If I Knew" (King Records 45-5594)
- 1962: "Tell Me Why" / "Say So Long" (King Records 45-5654)
- 1966: "Tell Me Why" / "You Can Make It If You Try" (King Records 45-6017)

### Solo-Singles
- 1963: "Say Yeah Yeah" / "Straighten Up" (Dade Records 45-5006)
- 1966: "Baby, Baby, Baby" / "Just As Sure (As You Play, You Must Pay)" (Smash Records S-2030)
- 1970: "Stay a Little Longer" / "We Should Never Be Lonely My Love" (Soul S-35075)
- 1974: "Funky Music Sho' 'Nuff Turns Me On" / "Let Your Hair Down" (Motown M 1306F)
- 1974: "Walk Out the Door If You Wanna" / "It Should Have Been Me" (Motown M 1323F)
- 1974: "Love Ain't No Toy" / "You Can't Judge a Book by Its Cover" (Motown M 1354F)
- 1974: "You Can't Judge a Book by Its Cover"  / "It's Bad For Me To See You" (Motown M 1344F)
- 1975: "It Should Have Been Me" / "Tell Me Something Good" (Motown M 1384F)